# Зборівський коледж

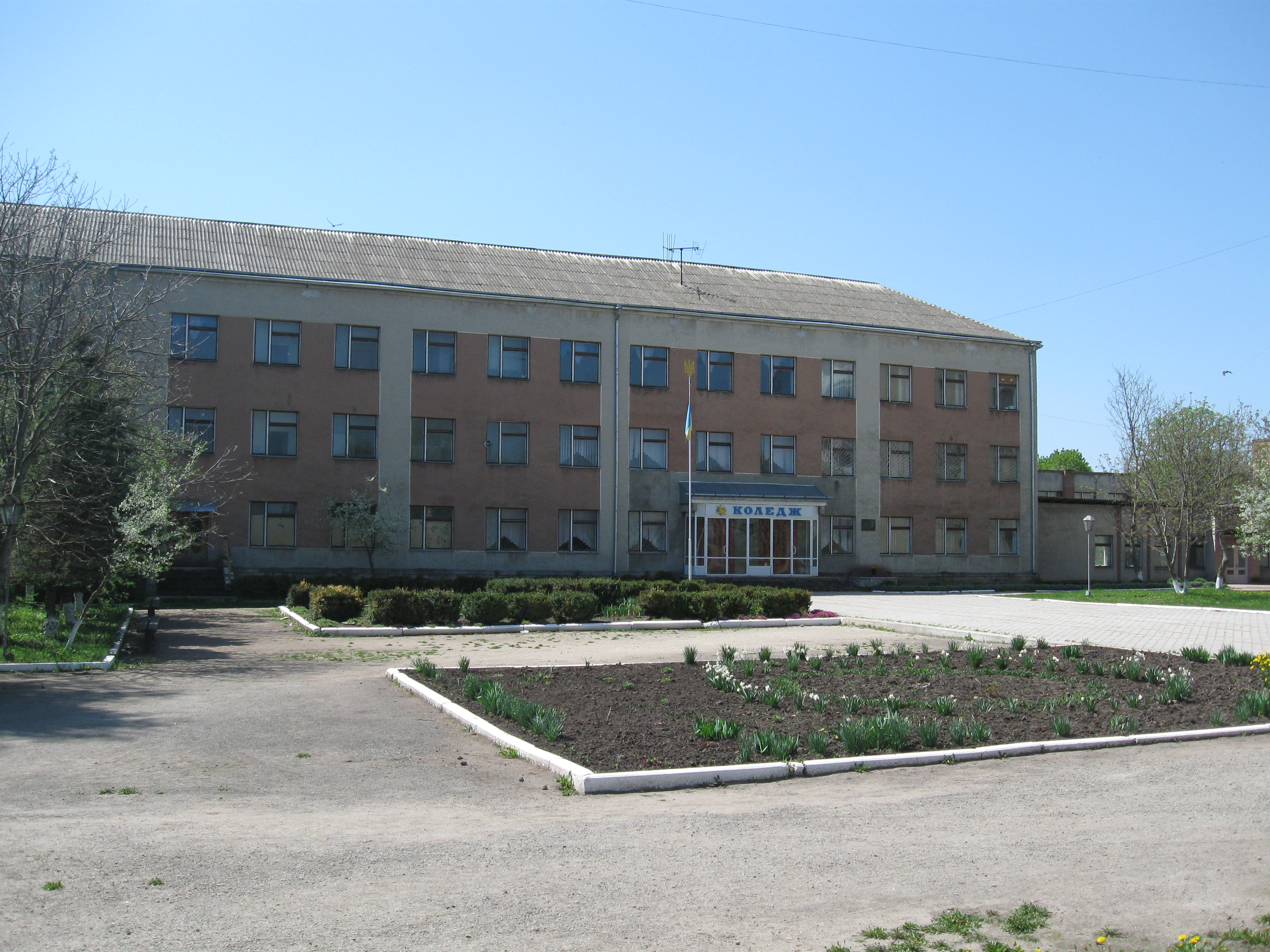

Відокремлений структурний підрозділ "Зборівський фаховий коледж Тернопільського національного технічного університету імені Івана Пулюя" — вищий навчальний заклад 1-2 рівнів акредитації в місті Зборові Тернопільської області (Україна).

## Навчання
- отримання диплома фахового молодшого бакалавра або кваліфікованого робітника;
- здобуття повної середньої освіти вступниками з базовою освітою;
- продовження навчання з другого курсу вступниками з повною середньою освітою;
- отримання додаткових спеціальностей (оператор комп'ютерного набору, бухгалтер, водій автомобіля) на короткотермінових курсах.

## Історична довідка
Зборівське професійно-технічне училище було створене у 1986 році, реорганізовано у технікум Тернопільського державного університету імені Івана Пулюя наказом Міністерства освіти України 17 січня 1997 року, а наказом Міністерства освіти і науки України за № 200 від 18 травня 2005 року — у Зборівський коледж ТДТУ ім. І. Пулюя.

## Спеціальності

### Відділення молодших спеціалістів

#### Програмна інженерія
Спеціальність «Розробка програмного забезпечення»: на базі 9 класів (держзамовлення і на контрактній основі) термін навчання 4 роки з одержанням повної середньої освіти; на базі 11 класів (на контрактній основі) термін навчання 3 роки. Кваліфікація «Програміст (молодший спеціаліст)»

#### Автомобільний транспорт
Спеціальність «Обслуговування та ремонт автомобілів і двигунів»: на базі 9 класів (держзамовлення і на контрактній основі) термін навчання 4 роки з одержанням повної середньої освіти; на базі 11 класів (на контрактній основі) термін навчання 3 роки. Кваліфікація «Технік-механік (молодший спеціаліст)»

#### Економіка і підприємництво
Спеціальність «Бухгалтерський облік»: на базі 9 класів (держзамовлення і на контрактній основі) термін навчання 3 роки з одержанням повної середньої освіти; на базі 11 класів (на контрактній основі) термін навчання 2 роки. Кваліфікація «Бухгалтер (молодший спеціаліст)»

#### Менеджмент
Спеціальність «Організація виробництва» на базі 9 класів (держзамовлення і на контрактній основі) термін навчання 4 роки з одержанням повної середньої освіти. Кваліфікація «Організатор виробництва (молодший спеціаліст)»

### Відділення професійної підготовки
- Оператор комп'ютерного набору; секретар керівника
- Електрогазозварник, водій автомобіля категорії «С»
- Столяр будівельний; паркетник
- Муляр; штукатур; маляр
- Лаборант хіміко-бактеріологічного аналізу; оператор лінії у виробництві харчової продукції
- Робітник фермерського господарства
- Електромонтер з обслуговування та ремонту електроустаткування, водій автомобіля категорії «С»
- Тракторист-машиніст сільськогосподарського виробництва; слюсар з ремонту сільськогосподарських машин і устаткування; водій автомобіля категорії «С»

### Заочне відділення
Заочне відділення Зборівського коледжу ТДТУ працює з 2003 р.
Зараз тут навчаються студенти державної і контрактної форми навчання за спеціальностями:
- «Бухгалтерський облік». Термін навчання — 2 роки
- «Розробка програмного забезпечення». Термін навчання — 3 роки

На заочному відділенні працюють 22 викладачі коледжу, які викладають 42 спецпредмети.
Навчання відбувається протягом настановчої сесії, 2 лабораторно-екзаменаційних сесій на рік і в міжсесійний період. Загальна тривалість сесій — 40 календарних днів на рік.
Студенти готують контрольні роботи, курсові проекти, здають екзамени і заліки, проходять переддипломну практику.

## Випускники
- Рава Андрій Іванович (1992—2014) — молодший сержант Збройних сил України, учасник російсько-української війни.